# Sportler des Jahres 1968 (Deutschland)
Die Sportler des Jahres 1968 in Deutschland wurden von den Fachjournalisten gewählt und am Jahresende im Kurhaus von Baden-Baden ausgezeichnet. Veranstaltet wurde die Wahl zum 22. Mal von der Internationalen Sport-Korrespondenz (ISK).

## Männer
| Platz | Sportler           | Sportart              | Punkte | Erfolge 1968                                                     |
| ----- | ------------------ | --------------------- | ------ | ---------------------------------------------------------------- |
| 1.    | Franz Keller       | Nordische Kombination | 3611   | Olympiasieger                                                    |
| 2.    | Josef Neckermann   | Dressurreiten         | 3287   | Olympiasieger mit der Mannschaft, Zweiter im Einzel              |
| 3.    | Erhard Keller      | Eisschnelllauf        | 3042   | Olympiasieger 500 Meter                                          |
| 4.    | Claus Schiprowski  | Leichtathletik        | 2865   | Olympiazweiter Stabhochsprung                                    |
| 5.    | Hans-Joachim Walde | Leichtathletik        | 2710   | Olympiazweiter Zehnkampf                                         |
| 6.    | Wilfried Dietrich  | Ringen                | 2238   | Olympiadritter Schwergewicht                                     |
| 7.    | Gerhard Hennige    | Leichtathletik        | 1612   | Olympiazweiter 400 Meter Hürden, Dritter 4-mal-400-Meter-Staffel |
| 8.    | Willi Jaschek      | Turnen                | 1531   | Olympiaachter Mehrkampf (trotz Verletzung am ersten Gerät)       |
| 9.    | Kurt Bendlin       | Leichtathletik        | 1354   | Olympiadritter Zehnkampf                                         |
| 10.   | Bernd Klingner     | Sportschießen         | 1306   | Olympiasieger KK-Dreistellungskampf                              |

## Frauen
| Platz | Sportler                            | Sportart       | Punkte | Erfolge 1968                                                       |
| ----- | ----------------------------------- | -------------- | ------ | ------------------------------------------------------------------ |
| 1.    | Ingrid Becker                       | Leichtathletik | 1695   | Olympiasiegerin Fünfkampf                                          |
| 2.    | Roswitha Esser/Annemarie Zimmermann | Kanurennsport  | 0735   | Olympiasiegerinnen Zweier-Kanu                                     |
| 3.    | Liesel Westermann                   | Leichtathletik | 0418   | Olympiazweite Diskuswurf                                           |
| 4.    | Heide Rosendahl                     | Leichtathletik | 0238   | Olympiaachte Weitsprung, Weltjahresbeste Fünfkampf                 |
| 5.    | Renate Breuer                       | Kanurennsport  | 0113   | Olympiazweite Einer-Kanu                                           |
| 6.    | Astrid Bader                        | Rollkunstlauf  | 083    | Weltmeisterin                                                      |
| 7.    | Uta Frommater                       | Schwimmen      | 082    | Olympiadritte 4-mal-100-Meter-Lagenstaffel, Vierte 100 Meter Brust |
| 8.    | Elisabeth Gräfin von Soden          | Sportschießen  | 021    | Europameisterin Wurftaubenschießen                                 |
| 9.    | Christa Schmuck                     | Rennrodeln     | 021    | Olympiazweite                                                      |
| 10.   | Helga Henning                       | Leichtathletik | 019    | Olympiasiebte 400-Meter-Lauf                                       |
| 10.   | Edit Buchholz/Agnes Simon           | Tischtennis    | 019    | Europameister mit der Mannschaft                                   |

## Mannschaften
| Platz | Sportler                            | Sportart       | Punkte | Erfolge 1968                             |
| ----- | ----------------------------------- | -------------- | ------ | ---------------------------------------- |
| 1.    | Deutschland-Achter                  | Rudern         | 1467   | Olympiasieger                            |
| 2.    | Dressurreiter-Equipe                | Dressurreiten  | 0953   | Olympiasieger                            |
| 3.    | Bahnrad-Vierer                      | Bahnradsport   | 0367   | Olympiazweiter                           |
| 4.    | 4-mal-400-Meter-Staffel Männer      | Leichtathletik | 0123   | Olympiadritter                           |
| 5.    | 4-mal-100-Meter-Lagenstaffel Frauen | Schwimmen      | 0114   | Olympiadritter                           |
| 5.    | Trophy-Mannschaft                   | Endurosport    | 0114   | 5 Europameistertitel                     |
| 7.    | Hockeynationalmannschaft Männer     | Hockey         | 0113   | Olympiazweiter                           |
| 8.    | 1. FC Nürnberg                      | Fußball        | 077    | Deutscher Meister                        |
| 9.    | Springreiter-Equipe                 | Springreiten   | 038    | Olympiadritter                           |
| 10.   | Faustballnationalmannschaft         | Faustball      | 022    | Weltmeister                              |
| 10.   | FC Bayern München                   | Fußball        | 022    | Halbfinalist Europapokal der Pokalsieger |